# 산안토니오데팔레

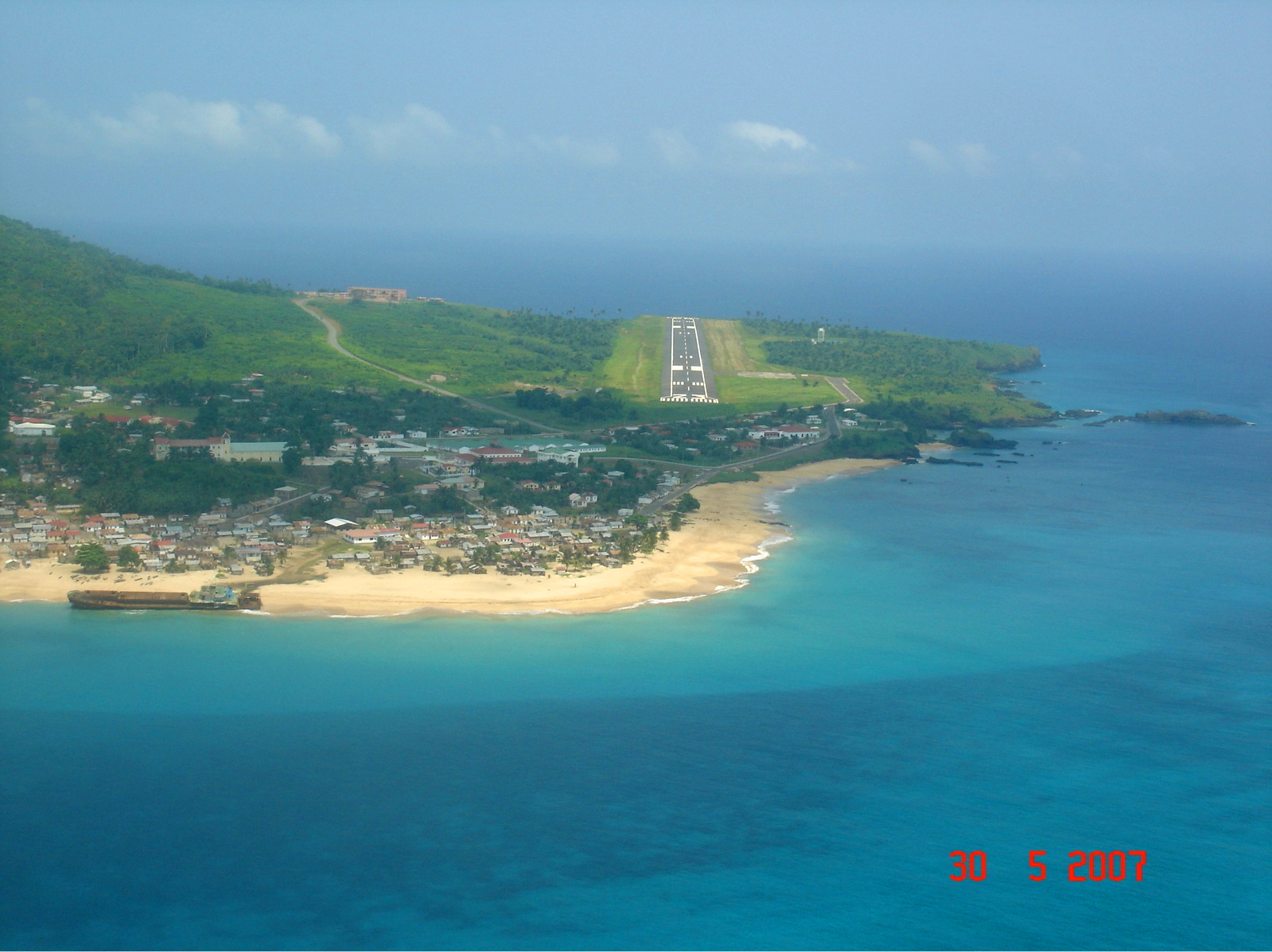
산안토니오데팔레

산안토니오데팔레(스페인어: San Antonio de Palé)는 적도 기니의 도시로 안노본섬에 위치한다. 안노본주의 주도이며 인구는 3,492명(2012년 기준)이다. 안노본 섬 북부에 위치한다.